# Landesgartenschau Lindau 2021
Die  Gartenschau Lindau 2021 war eine kleine Landesgartenschau, die vom 20. Mai bis 10. Oktober 2021 unter dem Motto „Gartenstrand - vom Berg zum See“ in Lindau (Bodensee) stattfand. Den Zuschlag für die Ausrichtung erhielt die Kreisstadt des Landkreises Lindau (Bodensee) im März 2014.